# Ilie Bolojan

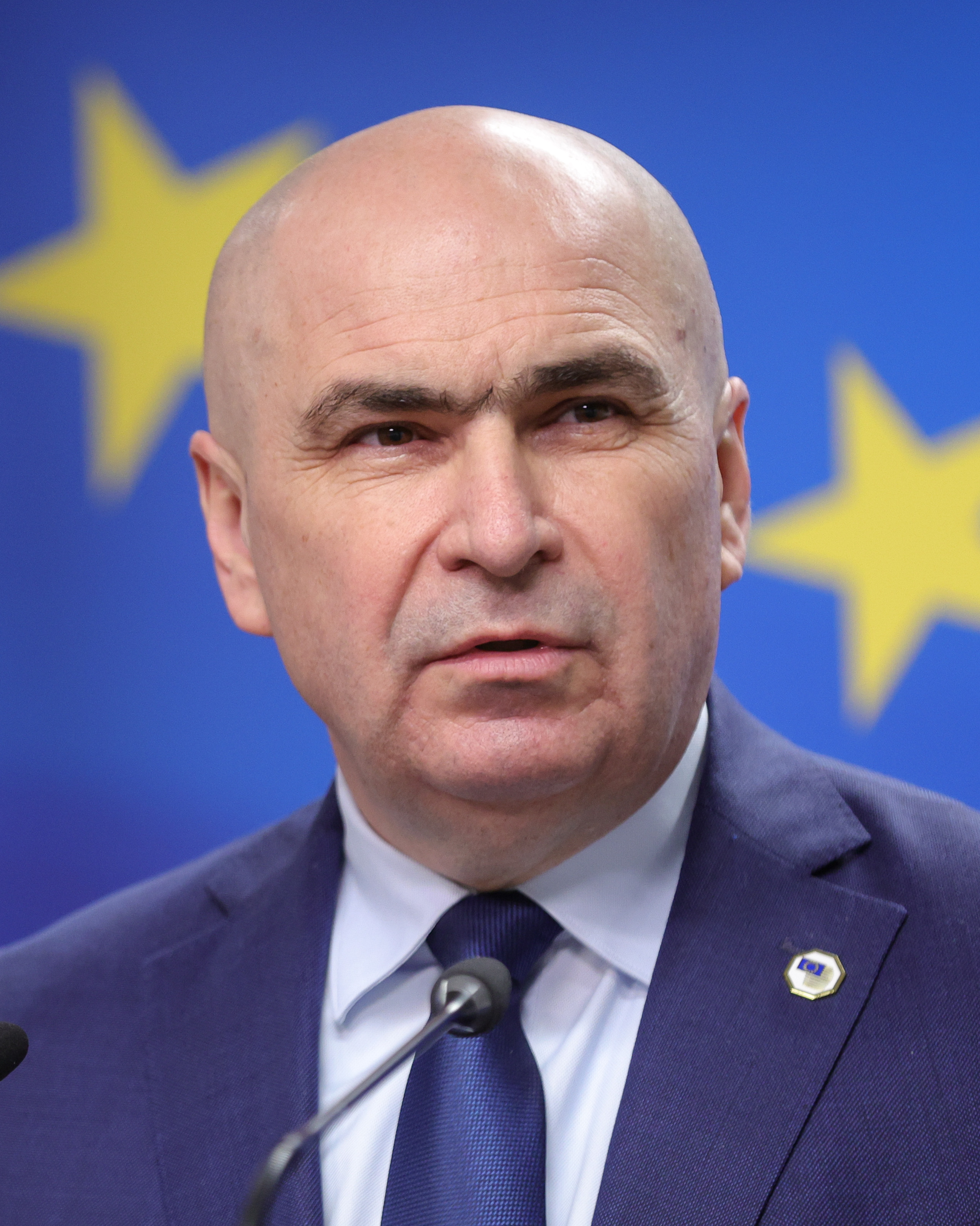
Ilie Bolojan (2025)

Ilie Gavril Bolojan (* 17. März 1969 in Birtin, Kreis Bihor) ist ein rumänischer Politiker (PNL). Er war von Dezember 2024 bis Februar 2025 und von Mai bis Juni 2025 erneut Präsident des Senats. Von Februar 2025 bis Mai 2025 war er kommissarischer Präsident Rumäniens. Seit Juni 2025 ist er Ministerpräsident Rumäniens.

## Leben
Bolojan besuchte das Gymnasium für Mathematik und Physik in Oradea. Anschließend studierte er von 1988 bis 1993 Mechanik an der Polytechnischen Universität Timișoara und von 1990 bis 1993 Mathematik an der West-Universität Timișoara. Von 1993 bis 1994 war er Lehrer in Tileagd. In den späten 1990er- und frühen 2000er-Jahren war er Stadtrat in Aleșd und Geschäftsführungsmitglied verschiedener öffentlicher Unternehmen. 2005 und 2006 besuchte er Verwaltungskurse an der École nationale d’administration in Straßburg und am Nationalen Verwaltungsinstitut in Bukarest. Er war von 2005 bis 2007 Präfekt des Landkreises Bihor und von 2007 bis 2008 Generalsekretär der Regierung.
Mit dem kommunistischen Politiker Victor Bolojan ist Ilie Bolojan nach eigenen Angaben nicht verwandt.

## Politik
Bolojan trat 1993 der Partidul Național Liberal bei. Von 2008 bis 2020 war er als Nachfolger von Petru Filip Bürgermeister von Oradea. Von 2020 bis 2024 war er Präsident des Kreisrats von Bihor. Bei der Parlamentswahl in Rumänien 2024 zog er in den Senat ein und wurde am 23. Dezember 2024 als Nachfolger von Nicolae Ciucă zum Präsidenten des Senats gewählt. Zudem übernahm er von November 2024 bis Februar 2025 interimsweise den Parteivorsitz der PNL.
Am 12. Februar 2025 wurde Bolojan nach dem Rücktritt von Klaus Johannis zum Interimspräsidenten Rumäniens ernannt. Am 26. Mai 2025 übernahm Nicușor Dan das Präsidentenamt. Bolojan kehrte daraufhin auf seine Position als Präsident des Senats zurück.
Am 20. Juni 2025 beauftragte Staatspräsident Nicușor Dan Bolojan mit der Regierungsbildung. Er bildete das Kabinett Bolojan. Der Koalitionsvertrag von PNL, PSD, USR und UDMR sieht eine Amtszeitbegrenzung des PNL-Ministerpräsidenten bis April 2027 mit einer anschließenden Ämterrochade an einen Sozialdemokraten vor. Am 23. Juni 2025 wurde die Regierung durch das Parlament in einer Abstimmung bestätigt.
Am 14. Juli 2025 überstand Bolojan einen Misstrauensantrag im Parlament, den die rechtsextreme Opposition eingebracht hatte. Von 464 Abgeordneten und Senatoren waren nur 398 anwesend und nur 138 gaben ihre Stimme ab. Damit war das für eine Billigung des Antrags notwendige Mindestquorum von 233 Parlamentariern nicht gegeben. 134 Parlamentarier unterstützten den Misstrauensantrag. Zuvor hatte Bolojan ein erstes Sparpaket an die Vertrauensfrage geknüpft. Sein Sanierungspaket beinhaltete unter anderem die Erhöhung der Mehrwertsteuer um zwei Prozentpunkte und  Kürzungen der Staatsausgaben. Ende Juli 2025 will Bolojan ein zweites Sparpaket im Parlament durchbringen, das größere Umstrukturierungen staatlicher Institutionen umfassen soll. Die Sparpolitik gilt aufgrund massiver Haushaltsprobleme in Rumänien als notwendig.